# Camillo Paolucci
Pour les articles homonymes, voir Paolucci.
 Camillo Paolucci, né le 9 décembre 1692 à Forlì, dans l'actuelle province de Forlì-Césène, en Émilie-Romagne, alors dans les États pontificaux, et mort le 11 juin 1763 à Rome, est un cardinal italien du XVIIIe siècle.

## Biographie
Camillo Paolucci est nommé archevêque titulaire d'Iconium (de) en 1724 et est envoyé comme nonce apostolique en Pologne en 1728, puis en Autriche (en) en 1738.
Le pape Benoît XIV le crée cardinal lors du consistoire du 9 septembre 1743. Il est légat apostolique à Ferrare en 1746. Il est camerlingue du Sacré Collège en 1751 et vice-doyen du Collège des cardinaux. Il participe au conclave de 1758, lors duquel Clément XIII est élu pape.

## Succession apostolique
Camillo Paolucci a ordonné les évêques suivants :
- Évêque Andrzej Pruski (pl) (1729)
- Évêque Aleksander Kazimierz Horain (pl) (1732)
- Évêque Marcin Załuski (pl) (1732)
- Évêque Konstanty Moszyński (pl), O.S.P.P.E. (1733)
- Évêque Agostino Maria Neuroni (it), O.F.M.Cap. (1746)
- Évêque Nicolò Antonio Giustinian, O.S.B. (1753)
- Évêque Gaetano de Carli (1754)
- Évêque Francesco Granata (it) (1757)
- Évêque Onofrio de Rossi (1757)
- Évêque Francesco Castellini (1758)
- Évêque Nicolò Cicirelli (1758)
- Évêque Francesco Pettorelli Lalatta (it) (1760)
- Évêque Francesco Piazza (it) (1760)

### Sources
1. ↑  (en) « Camillo Cardinal Paolucci (Merlini) † », sur catholic-hierarchy.org

- Fiche du cardinal Camillo Paolucci sur le site fiu.edu